# Medicínský model postižení
Medicínský model zdravotního postižení je jeden z modelů postižení. Vychází z biologicko-organických příčin postižení a vede k medicínsky orientované péči. Soustředí se tedy na otázky rehabilitace, zdravotní léčby, terapie a prevence. Medicínsky model vnímá postižení jako přímý následek nemoci. Jako kontrast k sociálnímu modelu postižení bývá kritizován pro jeho redukcionistickou povahu. Kritika tvrdí, že zaměřením se pouze na biologickou povahu postižení tento model přehlíží fyzické, kulturní, environmentální a politické faktory, které mohou ke znevýhodnění jedince přispívat.